# Yannick Gagneur
Pour les articles homonymes, voir Gagneur.
Yannick Gagneur, né le 15 mars 1980 à Paris, en France, est un joueur français de basket-ball, ayant évolué au poste d'ailier.